# جيليتوفو (كالوغا)
زهيليتوفو (بالروسية: Жилетово) هي مدينة في مقاطعة كالوغا أوبلاست في روسيا.
يبلغ عدد سكانها حوالي 2918 نسمة.